# Las Verduleras
Las verduleras fueron figuras clave en la vida cotidiana y en la historia social de Madrid. Conocidas por  conocía por su trabajo vendiendo verduras en mercados y plazas, especialmente en el Mercado de la Cebada y que comerciaban en la plazuela de San Ildefonso. Además de abastecer a la población también fueron testigos y protagonistas de importantes acontecimientos sociales.

## Contexto histórico
Las verduleras fueron protagonistas de protestas y motines en el contexto de la Restauración Borbónica, un sistema político cerrado, con crisis económicas frecuentes y un alto grado de desigualdad social. Las verduleras utilizaron su organización y presencia en el espacio público para luchar contra las injusticias, su papel en la historia de Madrid es ejemplo de la resistencia de las clases populares ante las adversidades del siglo XIX y principios del XX. A lo largo de la historia, han sido mencionadas en la prensa de la época por su activa participación en protestas y motines. Su cercanía con el pueblo y su conocimiento de las necesidades y dificultades cotidianas las llevó a convertirse en voces de reclamo y acción frente a las injusticias y crisis sociales.Por otro lado no solo contribuían a la economía local, sino que también desafiaban el orden establecido al tomar un papel activo en la política informal de la ciudad. Su capacidad de organización y su influencia en los espacios públicos hicieron de ellas figuras destacadas dentro de la historia de los movimientos populares en Madrid. Con el paso del tiempo, su imagen quedó reflejada en crónicas y documentos que dan testimonio de su relevancia en la construcción de la identidad popular madrileña.

### Situación económica
A finales del siglo XIX y principios del XX, España atravesaba crisis económicas recurrentes que impactaban especialmente en los sectores más vulnerables. La subida de precios en productos básicos como el pan, el aceite y las verduras generó malestar social, ya que afectaba directamente el sustento de las familias trabajadoras. Las verduleras, al depender del mercado y de los precios de los alimentos, sufrían las consecuencias de estas crisis económicas y, cuando los impuestos o las normativas urbanas afectaban su actividad, no dudaban en organizarse para protestar.

### Situación Social
A pesar de que el papel de la mujer en la sociedad estaba tradicionalmente limitado al hogar, las trabajadoras del comercio ambulante, como las verduleras, gozaban de una relativa independencia económica. Este factor las convirtió en figuras clave dentro de las clases populares, ya que no solo aportaban ingresos al hogar, sino que también tenían una presencia activa en el espacio público. Desde pequeñas aprendían el oficio a pesar de ser una de las profesiones con menos prestigio porque se enfrentaban a condiciones difíciles con jornadas largas y extenuantes, control policial y restricciones municipales a la venta ambulante. Su presencia en las calles y mercados les permitía ser portavoces del malestar popular, organizando motines y revueltas cuando la situación económica o política se volvía insostenible.

### Motines populares[7]
Los motines de verduleras se inscriben en una tradición de protesta popular en España, donde las mujeres de los sectores más humildes se movilizaban contra el abuso de precios, los impuestos injustos y las crisis de abastecimiento. En este sentido, sus acciones no eran aisladas, sino parte de un movimiento más amplio de resistencia urbana.Las verduleras, por su acceso al mercado y su contacto con la población, podían movilizar rápidamente a la gente, convirtiéndose en una fuerza de presión frente a las autoridades. Sus protestas muchas veces terminaban en enfrentamientos con la policía y eran duramente reprimidas, pero también lograban concesiones en algunas ocasiones.